# Bohuslav Raýman
 Bohuslav Raýman  (ur. 7 grudnia 1852 w Sobotce, zm. 22 września 1910 w Pradze), czeski chemik. "Ojciec" czeskiej chemii organicznej.

## Biogram
Pierwszy docent chemii organicznej na Politechnice Czeskiej w Pradze (1878) i pierwszy profesor tej samej specjalności na Uniwersytecie Czeskim w Pradze (1890 r. nadzwyczajny i od 1897 zwyczajny).
W 1891 r. wznowił wydawanie czasopisma Živa, którego był także redaktorem.
Członek (1890) i sekretarz generalny (1900) Czeskiej Akademii Nauk i Sztuk Pięknych.
Zajmował się zwłaszcza chemią związków aromatycznych i cukrzanów oraz chemią fermentacyjną.
Autor podręczników Chemie organická I-II (z M. Nevolem, 1881), Suplement chemie organické (1895) i Chemie theoretická (1884; pierwszy czeski podręcznik chemii fizykalnej).